# 임제민
임제민(林濟民, 1913년 10월 ~ 1966년 6월 15일)은 대한민국의 프로 장기 기사이다. 이정석, 윤응식, 안성흥 등과 함께 8도 장기 고수 중 한명이었으며, 그들과 함께 대한장기협회의 모체인 한국기도원을 창립하였고, 제3대 회장으로 취임하였다.

## 약력
- 평양에서 태어났다.
- 1955년 ~ 1956년 한국기도원 창립에 동참. 서울 출신의 고수인 이정석과 함께 五단으로 추대됨
- 1957년 제1회 국수 수위전 준우승
- 1958년 六단 승단
- 1965년 제3대 회장
- 1966년 6월 15일 사망
- 1973년 5월 七단으로 추서

## 저서
- 임제민·이정석, 《장기전서》, 일신서적출판사, ISBN 8936608134

| 전임 손도심 | 제3대 한국기도원 회장 1965년 | 후임 이정석 |